# James Lee
James Lee (Lexington, 17 gennaio 1956) è un ex cestista statunitense.

## Carriera
È stato selezionato dai Seattle SuperSonics al secondo giro del Draft NBA 1978 (39ª scelta assoluta).
Vanta 3 presenze con la maglia degli Stati Uniti, collezionate nel 1978 al World Invitational Tournament.

## Palmarès
- Campione NIT (1976)
- Campione NCAA (1978)